# Thiago Cionek
Thiago Rangel Cionek, född 21 april 1986, är en brasiliansk-polsk fotbollsspelare som spelar för Avellino.

## Klubbkarriär
Den 28 september 2020 värvades Cionek av Reggina, där han skrev på ett treårskontrakt. Den 9 augusti 2023 värvades Cionek av Serie C-klubben Avellino, där han skrev på ett tvåårskontrakt.

## Landslagskarriär
Cionek är uppväxt i Brasilien och har ett polskt ursprung och efternamn. Han fick polskt medborgarskap i oktober 2011. Cionek debuterade för Polens landslag den 13 maj 2014 mot Tyskland (0–0). 
Han var uttagen i Polens trupp till fotbolls-EM 2016 och fotbolls-VM 2018.